# Diskretionär förvaltning
Diskretionär förvaltning är en finansiell tjänst, som tillhandahålls av banker och fondkommissionärer, där investeraren ger förvaltaren mandat att fatta löpande placeringsbeslut, ofta inom vissa avtalade ramar. Ett vanligt mål är att förvaltningen över tiden ska skapa mervärde i form av överavkastning jämfört med fastställda jämförelseindex.

## Upplägg
Förvaltaren börjar med att kartlägga investerarens sparmål, tidshorisont och riskbenägenhet. Därefter fattas beslut om strategisk allokering, dvs hur stora andelar av det investerade kapitalet som ska placeras i olika tillgångsslag som räntebärande placeringar, svenska aktier, utländska aktier och alternativa investeringar. Därefter upprättas ett jämförelseindex som väger samman index för de ingående komponenterna i proportion till allokeringsbeslutet.
Investeraren får sedan löpande rapporter, vanligen månadsvis, över genomförda transaktioner och portföljens värdeutveckling i förhållande till jämförelseindex. Vissa förvaltare redovisar även ett mått på portföljens risk, ofta uttryckt som standardavvikelse.
De svenska aktieinnehavet i portföljen baseras i regel på av förvaltaren upprättade modellportföljer som är gemensamma för samtliga kunder. Investering i utländska aktier sker oftast i form av köp av fondandelar, antingen i förvaltarens egna eller i externa fonder.

## Avgifter
Investeraren erlägger en årlig avgift för tjänsten, i storleksordning 1-1,5 procent beroende på det förvaltade kapitalets storlek. Dessutom utgår det courtage vid köp och försäljning av värdepapper samt ränteintäkter och räntekostnader för likvida respektive belånade medel.

## Kritik
Företag som erbjuder diskretionär förvaltning får ofta kritik för att de använder uppdraget som en plattform för att få avsättning för sina mest lönsamma placeringsprodukter, vilket utgör en uppenbar intressekonflikt med placerarna. Kritik har även riktats mot att man förskönar förvaltningsresultatet med icke rättvisande jämförelseindex, att man håller för stor genomsnittlig andel likvida medel i portföljen, att man tar onödiga risker med sina kunders pengar (utan att redovisa dessa risker) samt att stora delar av portföljen baseras på fonder och certifikat, vilket för kunderna innebär dubbla avgifter, dels fondavgifter, dels avgifter för det diskretionära förvaltningsuppdraget. I vissa fall förekommer så kallad handel i egen bok, vilket innebär att förvaltaren har gjort en inbördes affär mellan sina kunder.
Kunderna betalar därigenom, enligt kritikerna, ett högt pris för att få hjälp med strategiska investeringsbeslut. Till bilden hör även att de personer som svarar för löpande kundkontakter (s.k. rådgivare) rekryteras efter sin förmåga att övertyga snarare än duglighet som placerare (de som visar fallenhet för det senare blir snabbt befordrade till andra arbeten). Normalt administrerar en rådgivare hundratalet kunder.

## Skatteeffekter
Avkastningsskatt utgår på alla transaktioner i portföljen vilket gör denna förvaltningsform mindre skatteeffektiv än exempelvis direktägda fonder. Svenska aktier i de diskretionära portföljerna baseras nästan alltid på en av förvaltaren driven aktiefond. För placeringar som sträcker sig över flera år är det därför gynnsammare att investera direkt i dessa fonder.